# Roman Ivanovič Bagration
Roman Ivanovič Bagration (rusko Рома́н Ива́нович Багратио́н), ruski general gruzijskega rodu, * 1778, Kizljar, † 1834, Tbilisi.
Bil je eden izmed pomembnejših generalov, ki so se borili med Napoleonovo invazijo na Rusijo; posledično je bil njegov portret dodan v Vojaško galerijo Zimskega dvorca.

## Življenje
Bil je brat Petra Ivanoviča Bagrationa, slavnega ruskega poveljnika Napoleonovih vojn. 
Leta 1791 je kot podčastnik vstopil v Čugujevski kozaški polk, s katerim se je udeležil perzijske kampanje leta 1796. Leta 1802 je bil premeščen kot poročnik v Leib gardni huzarski polk, s katerim se je udeležil vojne tretje koalicije in četrte koalicije.
V letih 1809-10 se je bojeval proti Otomanskemu imperiju, za kar je bil leta 1810 povišan v polkovnika. Med patriotsko vojno leta 1812 je bil pripadnik 3. zahodne armade; za zasluge je bil povišan v generalmajorja. 
V 20. letih 19. stoletja se je bojeval na Kavkazu proti Turkom in Perzijcem; leta 1829 je bil povišan v generalporočnika.